# Active 24
Active 24 är en europeisk leverantör av webbhotell och Internettjänster. Företaget fokuserar på att tillhandahålla professionella men lättanvända produkter och tjänster åt framförallt små- och medelstora företag genom att kombinera egen infrastruktur och utveckling med molnbaserade tjänster och personlig service.
Företaget grundades i Norge 1998 under namnet Active ISP. Företaget har sedan dess vuxit och konsoliderat marknaden genom flera uppköp, bland annat Carambole, Millenicum och Loopia i Sverige. Ladot i Nederländerna, VI i Storbritannien, Globe Internet, Internet Club och CP Online i Tjeckien, och Cybernetix i Polen. Kunderna består av allt från stora, multinationella företag och organisationer till lokala idrottsföreningar och enskilda privatpersoner. Active 24 administrerar fler än 1 miljon domännamn.
Active 24 har idag verksamhet i 12 Europeiska länder: Norge, Sverige, Danmark, Finland, Österrike, Tyskland, Frankrike, Storbritannien, Nederländerna, Tjeckien, Polen, och Serbien.
Efter att ha varit en del av Mamutkoncernen sedan 2006 köpte Visma upp Mamut 2011, vilket medförde att Active 24 återigen blev en fristående enhet, som en egen division, inom Vismakoncernen. Under 2006 avyttrades verksamhet i Sverige som sedermera blev Ipeer och i England som blev Virtual Internet. Visma har idag sex affärsområden: Visma Ekonomi & Lönetjänster, Visma Program & System, Visma Inköp och Inkasso, Visma Retail, Visma Konsulttjänster och Visma Hosting.
Vismakoncernen ägs av den amerikanska investeringsfonden Kohlberg Kravis Roberts (KKR), som hösten 2010 köpte majoriteten av aktierna i Visma från brittiska HgCapital.